# 贾益谦
贾益谦，山西夏县人，清朝政治人物。
咸豐十一年，署松江府知府一职。后加鹽運使銜。同治九年，署江蘇按察使。

## 延伸阅读
[在维基数据编辑]